# Гранична вредност низа
| n   | n sin(1/n) |
| --- | ---------- |
| 1   | 0.841471   |
| 2   | 0.958851   |
| ... |            |
| 10  | 0.998334   |
| ... |            |
| 100 | 0.999983   |

Како позитивни цео број {\displaystyle n} постаје све већи и већи, вредност: {\displaystyle n\cdot \sin \left({\tfrac {1}{n}}\right)} постаје произвољно близу {\displaystyle 1.} Може се рећи да је „ограничење низа {\displaystyle n\cdot \sin \left({\tfrac {1}{n}}\right)} једнако {\displaystyle 1.}"
Гранична вредност низа {\displaystyle a_{n}} или лимес низа {\displaystyle a_{n}} реалних бројева је нека тачка {\displaystyle a\in \mathbb {R} \cup \{-\infty ,+\infty \}} ако за сваку околину {\displaystyle U} тачке {\displaystyle a} постоји природан број {\displaystyle n_{0}}, тако да {\displaystyle a_{n}\in U} за све бројеве {\displaystyle n>n_{0}}, тј. тако да почев од неког, сви чланови низа припадају тој околини.
У математици, граница низа је вредност којој термини низа „теже“, а често се означава симболом {\displaystyle \lim } (нпр. {\displaystyle \lim _{n\to \infty }a_{n}}). Ако таква граница постоји, низ се назива конвергентним. За низ који не конвергира каже се да је дивергентан. Каже се да је граница низа основни појам на коме се на крају заснива цела математичка анализа.
Границе се могу дефинисати у било ком метричком или тополошком простору, али се обично прво сусрећу у реалним бројевима.

## Историја
Грчки филозоф Зенон из Елеје познат је по формулисању парадокса који укључују ограничавајуће процесе.
Леукип, Демокрит, Антифон, Евдокс и Архимед су развили методу исцрпљивања, која користи бесконачан низ апроксимација за одређивање површине или запремине. Архимед је успео да сабере оно што се данас назива геометријским редом.
Грегуар де Сен-Венсан је дао прву дефиницију лимита (терминуса) геометријског низа у свом делу Opus Geometricum (1647): „Крај прогресије је крај низа, до којег ниједна прогресија не може доћи, чак и ако она се наставља у бесконачност, али којој се она може приближити ближе од датог сегмента.“
Њутн се бавио серијама у својим радовима Анализа са бесконачним серијама (написано 1669, циркулисано у рукопису, објављено 1711.), Метода флуксија и бесконачних серија (написано 1671, објављено у енглеском преводу 1736, латински оригинал објављен много касније) и Tractatus de Quadratura Curvarum (написан 1693, објављен 1704. као додатак његовој Оптици). У последњем раду, Њутн разматра биномну експанзију (x + o)n, коју затим линеаризује узимајући границу како o тежи 0.
У 18. веку, математичари као што је Ојлер успели су да саберу неке дивергентне низове заустављајући се у правом тренутку; није их много занимало да ли граница постоји, све док се може израчунати. Крајем века, Лагранж је у својој Théorie des fonctions analytiques (1797) изнео мишљење да недостатак строгости онемогућава даљи развој рачуна. Гаус је у својој етиди хипергеометријских серија (1813) по први пут ригорозно истражио услове под којима је низ конвергирао до границе.
Модерну дефиницију границе (за било које ε постоји индекс N тако да ...) дали су Бернард Болцано (Der binomische Lehrsatz, Праг 1816, што је тада било мало примећено) и Карл Вајерштрас током 1870-их.

## Дефиниција
{\displaystyle a=\lim _{n\to \infty }{a_{n}}\Leftrightarrow (\forall U>0)(\exists n_{0}\in \mathbb {N} )(\forall n\in \mathbb {N} )n>n_{0}\Rightarrow a_{n}\in U}.

### Гранична вредност конвергентних низова
Поред опште дефиниције, гранична вредност за конвергентне низове, тј. за низове {\displaystyle a_{n}} који теже неком {\displaystyle a}, где је {\displaystyle a} коначан број, може се записати као:
{\displaystyle a=\lim _{n\to \infty }{a_{n}}\Leftrightarrow (\forall \epsilon >0)(\exists n_{0}\in \mathbb {N} )(\forall n\in \mathbb {N} )n>n_{0}\Rightarrow |a_{n}-a|<\epsilon .}

### Гранична вредност дивергентних низова
Поред опште дефиниције, гранична вредност за дивергентне низове, низове {\displaystyle a_{n}} који теже {\displaystyle a=\pm \infty }, може се записати као:
{\displaystyle a=\lim _{n\to \infty }{a_{n}}\Leftrightarrow (\forall \epsilon >0)(\exists n_{0}\in \mathbb {N} )(\forall n\in \mathbb {N} )n>n_{0}\Rightarrow |a_{n}-a|<\epsilon .}

## Кошијев низ
Кошијев низ, назван по истакнутом француском математичару Огистену Кошију је низ реалних бројева који је дефинисан на следећи начин:
{\displaystyle (\forall \epsilon >0)(\exists n_{0}\in \mathbb {N} )(\forall m,n\in \mathbb {N} )(m,n>n_{0}\Rightarrow |x_{m}-x_{n}|<\epsilon )}.
Кошијев низ је уско повезан са појмом граничне вредности низа, јер сваки Кошијев низ конвергира. Ако знамо да је неки низ Кошијев, не морамо уопште да га познајемо нити којој ће граничној вредности да тежи, а унапред ћемо знати да има коначну граничну вредност.

## Реални бројеви
У реалним бројевима, број {\displaystyle L} је граница низа {\displaystyle (x_{n}),} ако бројеви у низу постају све ближи {\displaystyle L}, а не било ком другом броју.

### Примери
- Ако је {\displaystyle x_{n}=c} за константу c, онда {\displaystyle x_{n}\to c.}[9][10]
- Ако је {\displaystyle x_{n}={\frac {1}{n}},} онда {\displaystyle x_{n}\to 0.}[11][10]
- Ако је {\displaystyle x_{n}=1/n} кад је {\displaystyle n} парно, и {\displaystyle x_{n}={\frac {1}{n^{2}}}} кад је {\displaystyle n} непарно, онда је {\displaystyle x_{n}\to 0.} (Чињеница да је {\displaystyle x_{n+1}>x_{n}} кад год је {\displaystyle n} непарно је небитно.)
- За дати било који реални број, лако се може конструисати низ који конвергира том броју узимајући децималне апроксимације. На пример, низ {\displaystyle 0,3,0,33,0,333,0,3333,\dots }, конвергира {\displaystyle 1/3.} Треба имати на уму да је децимална репрезентација {\displaystyle 0.3333...} граница претходног низа, дефинисана помоћу {\displaystyle 0.3333...:=\lim _{n\to \infty }\sum _{k=1}^{n}{\frac {3}{10^{k}}}}
- Проналажење границе низа није увек очигледно. Два примера су {\displaystyle \lim _{n\to \infty }\left(1+{\tfrac {1}{n}}\right)^{n}} (чија је граница број е) и аритметичко-геометријска средина. Сендвич теорема је често корисна у успостављању таквих граница.

### Формална дефиниција
Вредност {\displaystyle x} се назива лимит низа {\displaystyle (x_{n})} ако важи следећи услов:
- За сваки реалан број {\displaystyle \varepsilon >0,} постоји природан број {\displaystyle N} такав да је за сваки природан број {\displaystyle n\geq N,} постоји {\displaystyle |x_{n}-x|<\varepsilon .}[12]

Другим речима, за сваку меру блискости {\displaystyle \varepsilon ,} услови секвенце су на крају толико близу границе. За секвенцу {\displaystyle (x_{n})} се каже да конвергира или тежи лимиту {\displaystyle x,} написано {\displaystyle x_{n}\to x} или {\displaystyle \lim _{n\to \infty }x_{n}=x.}
Симболично, ово је:
{\displaystyle \forall \varepsilon >0\left(\exists N\in \mathbb {N} \left(\forall n\in \mathbb {N} \left(n\geq N\implies |x_{n}-x|<\varepsilon \right)\right)\right).}
Ако низ {\displaystyle (x_{n})} конвергира до неке границе {\displaystyle x,} онда је конвергентан и {\displaystyle x} је једини лимит; иначе {\displaystyle (x_{n})} је дивергентан. Низ који има нулу као границу се понекад назива нултим низом.

### Илустрација
- Пример низа који конвергира до границе {\displaystyle a.}
- Без обзира које {\displaystyle \varepsilon >0} се узмве, постоји индекс {\displaystyle N_{0},} такав да низ у потпуности лежи унутар епсилон цеви {\displaystyle (a-\varepsilon ,a+\varepsilon ).}
- Такође постоји за мањи индекс {\displaystyle \varepsilon _{1}>0} индекса {\displaystyle N_{1},} тако да је низ након њега унутар епсилон цеви {\displaystyle (a-\varepsilon _{1},a+\varepsilon _{1}).}
- За свако {\displaystyle \varepsilon >0} постоји само коначно много чланова низа изван епсилон цеви.

### Особине (реални бројеви)
Границе низова се добро понашају у односу на уобичајене аритметичке операције. Ако {\displaystyle a_{n}\to a} и {\displaystyle b_{n}\to b,} онда {\displaystyle a_{n}+b_{n}\to a+b,} {\displaystyle a_{n}\cdot b_{n}\to ab} и, ако ни b ни било које {\displaystyle b_{n}} није нула, {\displaystyle {\frac {a_{n}}{b_{n}}}\to {\frac {a}{b}}.}
За било коју континуирану функцију f, ако је {\displaystyle x_{n}\to x} онда је {\displaystyle f(x_{n})\to f(x).} Заправо, свака функција f са реалном вредношћу је континуирана ако и само ако чува границе низова (иако то није нужно тачно када се користе општији појмови континуитета).
Нека друга важна својства граница реалних низова укључују следеће (под условом да у свакој једначини испод границе са десне стране постоје).
- Граница секвенце је јединствена.[10]
- {\displaystyle \lim _{n\to \infty }(a_{n}\pm b_{n})=\lim _{n\to \infty }a_{n}\pm \lim _{n\to \infty }b_{n}}[10]
- {\displaystyle \lim _{n\to \infty }ca_{n}=c\cdot \lim _{n\to \infty }a_{n}}[10]
- {\displaystyle \lim _{n\to \infty }(a_{n}\cdot b_{n})=(\lim _{n\to \infty }a_{n})\cdot (\lim _{n\to \infty }b_{n})}[10]
- {\displaystyle \lim _{n\to \infty }\left({\frac {a_{n}}{b_{n}}}\right)={\frac {\lim \limits _{n\to \infty }a_{n}}{\lim \limits _{n\to \infty }b_{n}}}} provided {\displaystyle \lim _{n\to \infty }b_{n}\neq 0}[10]
- {\displaystyle \lim _{n\to \infty }a_{n}^{p}=\left[\lim _{n\to \infty }a_{n}\right]^{p}}
- Ако је {\displaystyle a_{n}\leq b_{n}} за свако {\displaystyle n} веће од неког {\displaystyle N,} онда је {\displaystyle \lim _{n\to \infty }a_{n}\leq \lim _{n\to \infty }b_{n}.}
- (Сендвич теорема) Ако је {\displaystyle a_{n}\leq c_{n}\leq b_{n}} за свако {\displaystyle n>N,} и {\displaystyle \lim _{n\to \infty }a_{n}=\lim _{n\to \infty }b_{n}=L,} онда је {\displaystyle \lim _{n\to \infty }c_{n}=L.}
- Ако је низ ограничен и монотон, онда је конвергентан.
- Низ је конвергентан ако и само ако је сваки подниз конвергентан.
- Ако сваки подниз низа има свој подниз који конвергира у исту тачку, онда оригинални низ конвергира у ту тачку.

Ова својства се у великој мери користе за доказивање ограничења, без потребе да се директно користи гломазна формална дефиниција. На пример, једном када се докаже да је {\displaystyle 1/n\to 0,} постаје лако показати - користећи својства изнад - да је {\displaystyle {\frac {a}{b+{\frac {c}{n}}}}\to {\frac {a}{b}}} (претпостављајући да {\displaystyle b\neq 0}).

### Бесконачни лимити
Каже се да низ {\displaystyle (x_{n})} тежи бесконачности, написано {\displaystyle x_{n}\to \infty } или {\displaystyle \lim _{n\to \infty }x_{n}=\infty ,} ако за свако K постоји N такво да за свако {\displaystyle n\geq N,} {\displaystyle x_{n}>K}; то јест, чланови низа су на крају већи од било ког фиксног K.
Слично, {\displaystyle x_{n}\to -\infty } ако за свако K постоји N такво да је за свако {\displaystyle n\geq N,} {\displaystyle x_{n}<K.} Ако низ тежи бесконачности или минус бесконачности, онда је дивергентан. Међутим, дивергентни низ не мора тежити плус или минус бесконачности, а низ {\displaystyle x_{n}=(-1)^{n}} даје један такав пример.